# Heterolipidy
Heterolipidy jsou organické sloučeniny odvozené od lipidů, které na rozdíl od homolipidů obsahují nejen vázané mastné kyseliny a alkoholy (tedy složky typické pro lipidy), ale také další složky různé povahy. 
Podle těchto složek se dělí na: 
- fosfolipidy – obsahují fosfatidy (deriváty fosfatidu) a fosfolipamidy; význam: složky biomembrán, stabilizátory emulzí (o/v, v/o); organismus si je umí syntetizovat (kromě inositolu a cholinu
- glykolipidy - mají navíc sacharidovou složku
- sulfolipidy
- lipoproteiny - mají navíc proteinovou složku